# Bob Newhart
George Robert 'Bob' Newhart (Oak Park (Illinois), 5 september 1929 – Los Angeles, 18 juli 2024) was een Amerikaans komiek en acteur. 

## Levensloop
Na zijn militaire dienst werkte hij eerst als accountant. Hij werd bekend met sketches waarin hij telefoongesprekken voerde met een niet bestaande gesprekspartner.
Newhart maakte in 1961 zijn acteerdebuut in de eerste versie van The Bob Newhart Show, een programma dat in 1972 opnieuw begon met een ander format. Hij speelde uiteindelijk hoofdrollen in meer dan 400 afleveringen van verschillende televisieseries. Newharts eerste filmrol was die als soldaat Driscoll in het oorlogsdrama Hell Is for Heroes uit 1962.
Newhart was recent vooral bekend van de tv-comedy The Big Bang Theory, waarin hij professor Proton speelde van 2013 tot 2018. Hiervoor ontving hij zijn eerste Primetime Emmy Award. Eerder was hij te zien in The Bob Newhart Show (1972-1978) en Newhart (1982-1990) en had hij bijrollen in onder meer Cold Turkey en Elf.

### Privé
Newhart was de oudste van de vier kinderen van huisvrouw Julia Pauline Burns en George David Newhart, de mede-eigenaar van een loodgieters- en verwarmingsbedrijf. Hij had drie zussen. Newhart trouwde in 1963 met een dochter van acteur Bill Quinn. Samen met haar kreeg hij twee zoons en twee dochters.
Newhart stierf op 94-jarige leeftijd in Los Angeles na een reeks korte ziektes.

## Filmografie
*Exclusief 5+ televisiefilms
- Horrible Bosses (2011)
- The Librarian: Curse of the Judas Chalice. (2008, televisiefilm)
- The Librarian: Return to King Solomon's Mines (2006, televisiefilm)
- The Librarian: Quest for the Spear (2004, televisiefilm)
- Elf (2003)
- Legally Blonde 2: Red, White & Blonde (2003)
- Rudolph the Red-Nosed Reindeer: The Movie (1998, stem)
- In & Out (1997)
- The Entertainers (1991)
- The Rescuers Down Under (1990, stem)
- First Family (1980)
- Little Miss Marker (1980)
- The Rescuers (1977, stem)
- Cold Turkey (1971)
- Catch-22 (1970)
- On a Clear Day You Can See Forever (1970)
- Hot Millions (1968)
- Hell Is for Heroes (1962)

## Televisieseries
*Exclusief eenmalige optredens
- The Big Bang Theory - Arthur Jeffries (2013-2018, zes afleveringen)
- Desperate Housewives - Morty Flickman (2005, drie afleveringen)
- ER - Ben Hollander (2003, drie afleveringen)
- George & Leo - George Stoody (1997-1998, 22 afleveringen)
- Bob - Bob McKay (1992-1993, 33 afleveringen)
- Newhart - Dick Loudon (1982-1990, 184 afleveringen)
- The Bob Newhart Show - Dr. Robert 'Bob' Hartley (1972-1978, 142 afleveringen)
- The Bob Newhart Show - zichzelf (1961-1962, 22 afleveringen)

## Prijzen en eerbewijzen
Hij won in 1961 de Grammy Award voor beste nieuwe artiest voor zijn album The Buttoned-Down Mind of Bob Newhart, in 1962 de Golden Globe voor beste televisiester en in 2013 een Primetime Emmy Award voor zijn gastrol als Arthur Jeffries in de komedieserie The Big Bang Theory. 

Newhart kreeg in 1999 een ster op de Hollywood Walk of Fame.
- Bibsys: 6041654
- Biblioteca Nacional de España: XX1621758
- Bibliothèque nationale de France: cb142109013 (data)
- Catàleg d'autoritats de noms i títols de Catalunya: 981058608378306706
- Gemeinsame Normdatei: 118866249
- International Standard Name Identifier: 0000 0001 1441 2215
- Library of Congress Control Number: n87929029
- MusicBrainz: 14abda46-7ed4-4cf6-b4c6-f694166cd5f0
- National Archives and Records Administration: 10572051
- Nationale bibliotheek van Australië: 35268595
- Nationale Bibliotheek van Israël: 987007451368905171
- Nederlandse Thesaurus van Auteursnamen: 34588454X
- Istituto Centrale per il Catalogo Unico: RAVV345778
- LIBRIS: 382933
- SNAC: w6q54hs3
- Système universitaire de documentation: 168073447
- Trove: 890337
- Virtual International Authority File: 33531923
- WorldCat: E39PBJbWCpV7G8vCFbYJt4v8md